# ウルフ・アリス
ウルフ・アリス（英:Wolf Alice）はイギリス、ロンドンのオルタナティブ・ロック・バンド。2015年6月リリースのファースト・アルバム『マイ・ラヴ・イズ・クール』が全英チャート最高2位を獲得、NMEアワーズ2016で「最優秀ライブ・バンド」「最優秀トラック」（「Giant Peach」）の2部門を受賞した 。2017年9月リリースのセカンド・アルバム『ヴィジョンズ・オブ・ア・ライフ』では全英最高2位、マーキュリー賞を受賞した。2021年にリリースしたサード・アルバム『ブルー・ウィークエンド』は全英最高1位に輝いた。

## 経歴

### 2010年〜2016年: 結成〜『マイ・ラブ・イズ・クール』
ウルフ・アリスはシンガーのエリー・ロウゼル（Ellie Rowsell）とギタリストのジョフ・オディ（Joff Oddie）のアコースティック・デュオとして2010年に結成された。グループ名はイギリスの作家アンジェラ・カーターの短編集『血染めの部屋』収録の短編小説のタイトルから付けられた 。やがて2人はバンドサウンドを求め、エリーの友人のSadie Clearyがベーシストとして、ジョフの友人のJames DCがドラマーとしてそれぞれ加入した。同年自主制作の1stEP『Wolf Alice』をリリース。
Jamesが2012年に手首を負傷すると、ジョエル・アメイ（Joel Amey）が代わりにドラマーを務め、後に正式メンバーとなった。同年、学業に専念するためClearyが脱退、代わりにセオ・エリス（Theo Ellis）がベーシストとして加入することになった。同年、「Leaving You」をSoundCloud 上にフリー・ダウンロードでリリース。
2013年2月、初のフィジカル・シングル『Fluffy』をChess Club labelからリリース。5月にはセカンド・シングル『Bros』をリリース。10月には初のオフィシャルEP『Blush』をリリース。
2014年、Dirty Hitと契約しセカンドEP『Creature Songs』を5月にリリース。12月にはUKフェスティヴァル・アワーズの”Best Breakthrough Artist”に選ばれた。
2015年、2月にデビュー・アルバムからのファースト・シングルとして『Giant Peach』、4月にセカンド・シングルとして『Bros』のリリースを経て、6月にデビュー・アルバム『マイ・ラブ・イズ・クール』をリリース。『マイ・ラブ・イズ・クール』は全英初登場2位を記録。同作は第58回グラミー賞（最優秀ロック・パフォーマンス部門）、ブリット・アワード2016（「最優秀ブリティッシュ・ブレイクスルー・アクト賞」）、マーキュリー賞 、アイヴァー・ノヴェロ賞（最優秀ソング部門） にノミネートされ、NMEアワーズ2016で「最優秀ライブ・バンド」「最優秀トラック」（「Giant Peach」）の2部門を受賞した 。収録曲「Silk」は2017年公開の映画「T2 トレインスポッティング」で使用された。
2015年8月、サマーソニック出演で初来日。
2016年1月、ジャパンツアー（東京・大阪）。同年、The 1975 のサポート・アクトとしてアメリカ・ツアー。

### 2017年〜2020年:ヴィジョンズ・オブ・ア・ライフでのマーキュリー賞受賞
2017年6月、セカンド・アルバムのリード・シングルとして『Yuk Foo』をリリース。その後『Don't Delete the Kisses』『Beautifully Unconventional』『Heavenward』の3つのシングルリリースを経て、9月にセカンド・アルバム『ヴィジョンズ・オブ・ア・ライフ』をリリース。全英2位を記録。
10月、ジャパンツアー実施（東京・大阪）。
2018年は年間を通じてツアーを行い、フー・ファイターズやクイーンズ・オブ・ザ・ストーン・エイジのツアー・サポート・アクトやリアム・ギャラガーのライブ・サポート・アクトを務めた。8月にはサマーソニックに出演。
2018年9月、『ヴィジョンズ・オブ・ア・ライフ』でマーキュリー賞を受賞した
。
2020年1月、エリーがMura Masaの新曲「Teenage Headache Dream」にフィーチャリング参加。

### 2021年〜現在: 『ブルー・ウィークエンド』
2021年2月24日バンドの公式YouTubeチャンネルでサード・アルバムのリード・シングル「The Last Man on Earth」のMVが公開。その後「Smile」「No Hard Feelings」「How Can I Make It OK?」のMVを公開した後、6月サード・アルバム『ブルー・ウィークエンド』を発売した。本作は全英最高1位に輝いた。
2022年2月9日、ブリット・アワード2022において最優秀ブリティッシュグループ賞を受賞 。
2024年2月、所属していたDirty hitを離れ、Columbia Recordsと契約したことを発表。

## ディスコグラフィ

### スタジオ・アルバム
- 『マイ・ラブ・イズ・クール(My Love Is Cool)』（Dirty Hit、2015年6月22日）
- 『ヴィジョンズ・オブ・ア・ライフ(Visions of a Life)』（Dirty Hit、2018年9月29日）
- 『ブルー・ウィークエンド(Blue Weekend)』（Dirty Hit、2021年6月4日）

### EP
- 『Wolf Alice』（自主制作、2010年）
- 『Blush』（Chess Club、2013年10月7日）
- 『Creature Songs』（Dirty Hit、2014年5月26日）

### シングル
- 『Fluffy』（2013年）
- 『She』（2013年）
- 『Moaning Lisa Smile』（2014年）
- 『Giant Peach』（2015年）
- 『Bros』（2015年）
- 『You’re a Gem』（2015年）
- 『Freazy』（2015年）
- 『White Leather / Leaving You』（2016年）
- 『Lisbon』（2016年）
- 『Yuk Foo』（2017年）
- 『Don’t Delete the Kisses』（2017年）
- 『Beautifully Unconventional』（2017年）
- 『Heavenward』（2017年）
- 『Formidable Cool』（2018年）
- 『Sad Boy』（2018年）
- 『Space & Time』（2018年）
- 『The Last Man on Earth』（2021年）
- 『Smile』（2021年）
- 『No Hard Feelings』（2021年）
- 『How Can I Make It OK?』（2021年）